# Puntarelle

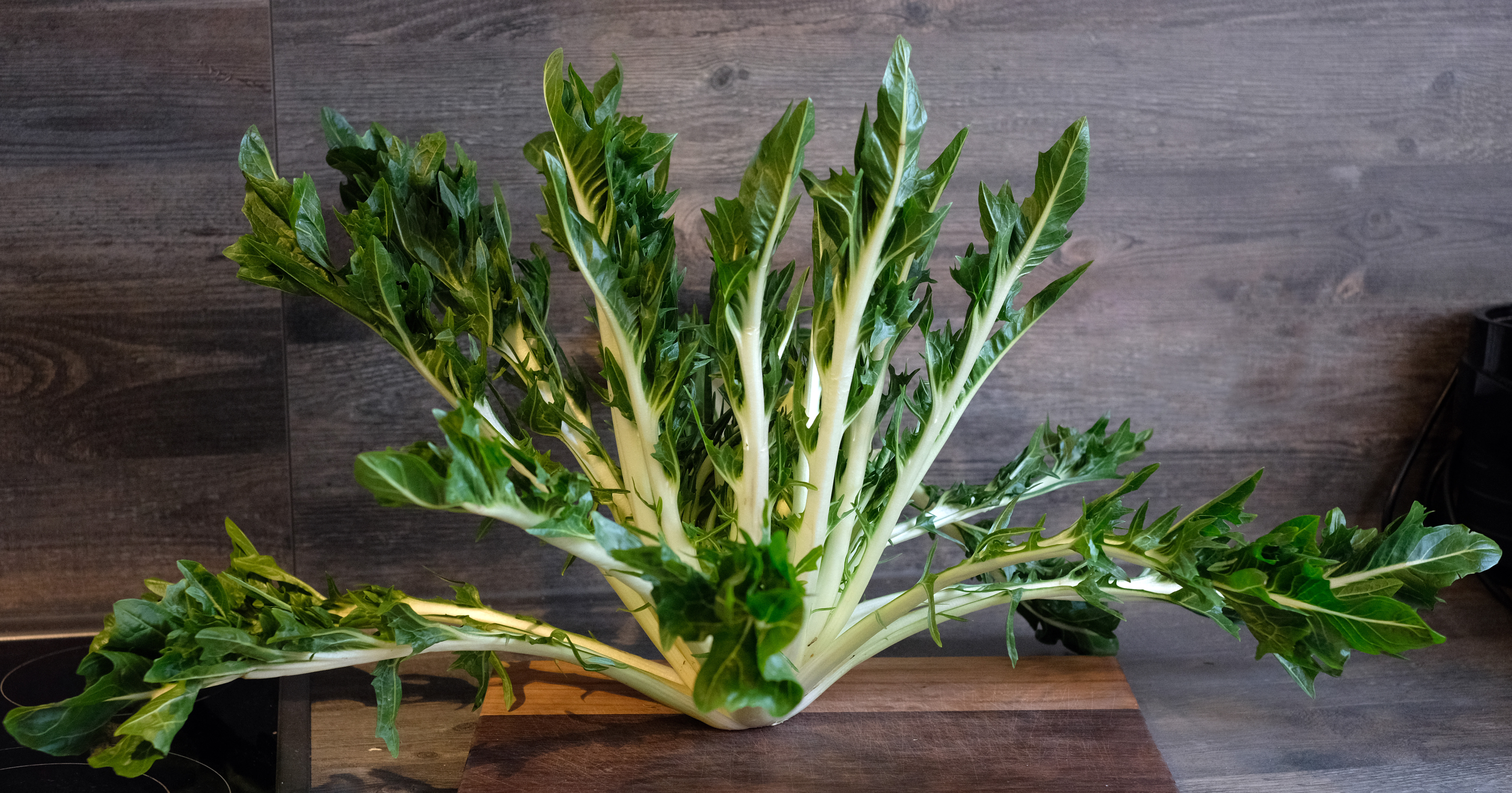
Eine aufgerichtete Puntarelle

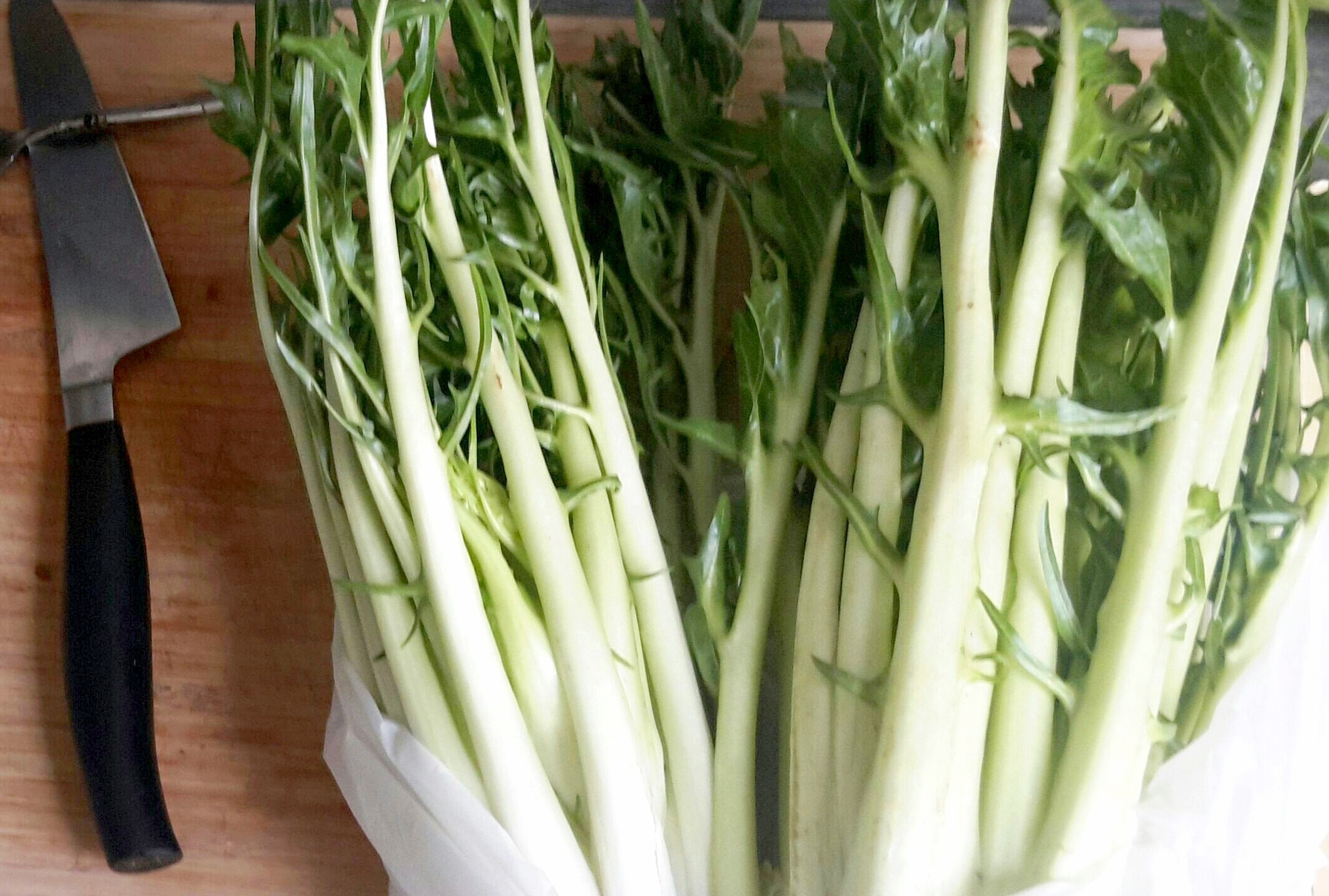
Zwei Puntarellen vor der Zubereitung, die äußeren Blätter erinnern an den verwandten Löwenzahn

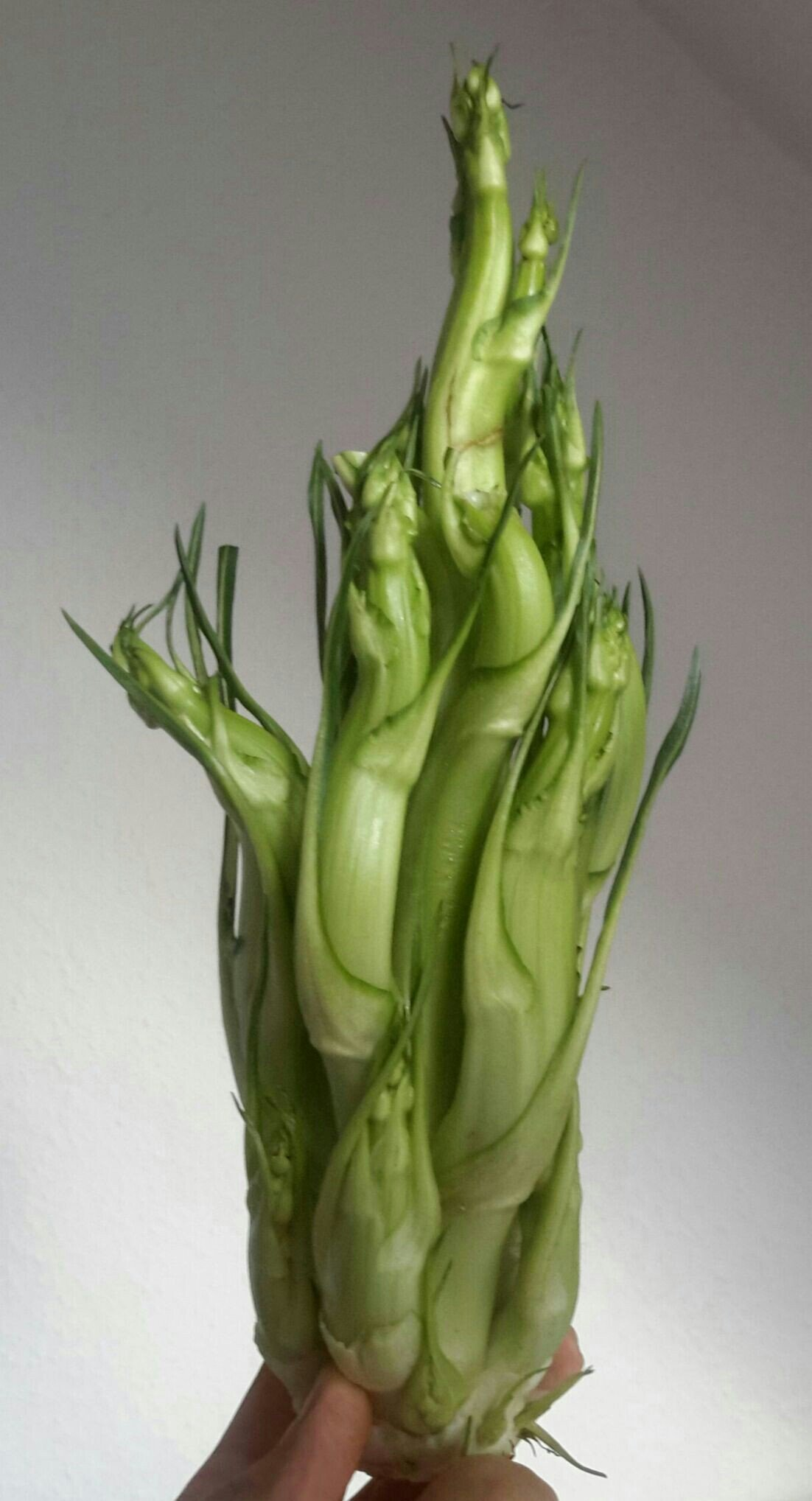
Innerer Teil einer großen Pflanze, ohne äußere Blätter

Die italienischen Begriffe puntarella (Plural puntarelle), cicoria asparago (wörtlich „Spargelchicorée“), cicoria catalogna cimata (wörtlich „abgespitzter katalanischer Chicorée“, oft auch in der Kurzform catalogna oder cimata) bezeichnen Varietäten des Chicorée (Cichorium intybus), die in Italien in der regionalen Küche Verwendung finden. Während der Saison sind Puntarelle auch in der Schweiz und in Deutschland auf Märkten und in Bioläden zu finden. Die Verwandtschaft mit dem Löwenzahn ist an den äußeren Blättern erkennbar. Im deutschsprachigen Raum ist aufgrund der spargelähnlichen Triebe der Blütenknospen auch der Trivialname Vulkanspargel üblich.
Die genaue wissenschaftliche Einordnung steht offenbar noch aus.

## Verwendung in der Küche
Als Chicorée-Variante ist der Geschmack geprägt von Bitternoten. Puntarelle können sowohl gekocht – z. B. zu Pasta – als auch roh in einer salatartigen Variante (z. B. Puntarelle alla romana) verwendet werden. Im Vergleich zu manchen äußerlich ähnlichen Blattzichoriensorten, steht beim Vulkanspargel aus kulinarischer Sicht der große, innere Teil im Vordergrund. Dieser hohle Teil der Pflanze besteht aus den verwachsenen Trieben der Blütenknospen und unterscheidet sich im Gehalt an Bitterstoffen erheblich von den Blättern – die Triebe sind im Aroma deutlich milder und im Gegensatz zu den Blättern, die ähnlich bitter wie Löwenzahn schmecken, eher knackig als zäh und eignen sich daher als Salat und Rohkostgemüse.